# Costanza Malatesta
Costanza Malatesta (... – 15 ottobre 1378), era figlia di primo letto di Malatesta Ungaro.

## Biografia
Era figlia di Malatesta IV detto Ungaro e della sua prima moglie Violante d'Este. Il 29 luglio 1363 sposò Ugo d'Este, figlio del marchese Obizzo e fratello della matrigna Costanza. 
Dal matrimonio con l'estense, per il quale ella portò in dote di 50000 ducati e  numerosi possedimenti, pare non siano nati figli, anche perché nel 1370, Ugo morì in combattimento a soli 26 anni. Rimasta vedova giovanissima, fece ritorno alla corte dell'Ungaro suo padre, dal quale ereditò nel 1372 gran parte del patrimonio di famiglia.
La storia narra che la fanciulla fu amante del lusso e del piacere, ebbe molte relazioni sentimentali, tra cui va ricordata quella con Ormanno, duca tedesco a capo di 50 lance a cavallo, mercenario  al servizio dei Malatesta.
Con quest'ultimo fu scoperta e trovata nel letto a giacere, causando le ire e la vergogna del prozio Galeotto, il quale ingaggiò un sicario, un certo Santolino da Faenza, il quale avrebbe dovuto uccidere i due amanti. Ma Santolino disse a Galeotto che non avrebbe ucciso Costanza ma eventualmente solo il duca, così Galeotto assunse un altro sicario, Foriuzzo da Forlì, il quale eseguì l'ordine e giustiziò i due sfortunati nella notte del 15 ottobre 1378.
A detta dello zio, i suoi costumi erano ritenuti troppo liberi perciò Costanza rappresentava motivo di vergogna per la famiglia, oggi appare molto chiaro che l'omicidio avvenne invece con un unico scopo, quello da parte di Galeotto di impadronirsi dell'ingente patrimonio della fanciulla.